# Naemacyclus fimbriatus
Naemacyclus fimbriatus är en svampart som först beskrevs av Ludwig David von Schweinitz, och fick sitt nu gällande namn av DiCosmo, Peredo & Minter 1983. Enligt Catalogue of Life ingår Naemacyclus fimbriatus i släktet Naemacyclus, klassen Leotiomycetes, divisionen sporsäcksvampar och riket svampar, men enligt Dyntaxa är tillhörigheten istället släktet Naemacyclus, ordningen disksvampar, klassen Leotiomycetes, divisionen sporsäcksvampar och riket svampar. Arten är reproducerande i Sverige. Inga underarter finns listade i Catalogue of Life.